# James Hunter (chanteur)
Pour les articles homonymes, voir Hunter.
James Hunter (né le 2 octobre 1962 à Colchester) est un guitariste, auteur-compositeur et chanteur de blues britannique.

## Carrière
Né à Colchester, James Hunter est d'abord ouvrier le jour et chanteur la nuit. Reproduisant l'esprit des géants du rhythm and blues des années 1950, 1960 et 1970, il commence sa véritable carrière de chanteur avec un groupe appelé Howlin' Wilf and the Vee-Jays. Ils sortent leur premier album, Cry Wilf, en 1986. Plus tard, Hunter réalisera encore trois albums avec le groupe.
Dans les années 1990, il passe ensuite une grande partie de son temps à jouer dans des petits clubs de Londres, comme le Weavers Pub d'Islington ou le Club 100 sur Oxford Street, à Londres, jusqu'à ce que son style soul attire l'attention du chanteur Van Morrison. Ce dernier accompagnera James Hunter sur quelques chansons de son premier album solo, …Believe What I Say, sorti en 1996. La relation qui lie Morrison et Hunter vont les conduire à faire une grande tournée, qui donnera lieu à l'album live A Night in San Francisco, en 1994, et également à un autre album studio Days Like This, en 1995.
Ayant rencontré un fort succès aux États-Unis, Hunter réalise donc son troisième solo là-bas. People Gonna Talk, sorti en 2006, est nommé pour le Grammy Award du meilleur album de blues traditionnel lors de la 49e cérémonie des Grammy Awards. Son dernier album, The James Hunter Six - Whatever It Takes, est sorti en 2018.

## Discographie

### Albums sortis avecHowlin' Wilf and the Vee-Jays
- 1986 : Cry Wilf!
- 1987 : Blue Men Sing The Whites
- 1987 : Live Wilf
- 1988 : Howlin' Wilf & the Vee-Jays

### Albums sortis en solo
- 1996 : …Believe What I Say
- 1999 : Kick It Around
- 2006 : People Gonna Talk
- 2008 : The Hard Way
- 2013 : Minute by Minute
- 2016 : Hold On
- 2018 : Whatever It Takes
- 2020 : Nick Of Time
- 2022 : With Love